# Racine primitive modulo n
Pour les racines primitives complexes  de l'unité, voir Racine de l'unité.
Les racines primitives modulo n sont un concept issu de l'arithmétique modulaire, dans la théorie des nombres. Ce sont (lorsqu'il en existe) les générateurs du groupe des inversibles de l'anneau ℤ/nℤ.

## Définition
Si n est un entier strictement positif, les nombres premiers avec n, pris modulo n, forment un groupe pour la multiplication, noté (Z/nZ)× ou Zn×. Ce groupe est cyclique si et seulement si n est égal à 4 ou pk ou 2pk pour un nombre premier p ≥ 3 et k ≥ 0. Un générateur de ce groupe cyclique est appelé une racine primitive modulo n, ou un élément primitif de Zn×. Une racine primitive modulo n est donc un entier g tel que tout inversible dans Z/nZ est une puissance de g modulo n.

## Exemples
Prenons par exemple n = 14. Les éléments de (Z/14Z)× sont les classes de congruence 1, 3, 5, 9, 11 et 13. Donc 3 est une racine primitive modulo 14, et l'on a 32 ≡ 9, 33 ≡ 13, 34 ≡ 11, 35 ≡ 5 et 36 ≡ 1 (modulo 14). La seule autre racine primitive modulo 14 est 5.
Voici une table contenant les plus petites racines primitives pour quelques valeurs de n (suite A046145 de l'OEIS) :
| n                      | 2 | 3 | 4 | 5 | 6 | 7 | 8 | 9 | 10 | 11 | 12 | 13 | 14 |
| racine primitive mod n | 1 | 2 | 3 | 2 | 5 | 3 | - | 2 | 3  | 2  | -  | 2  | 3  |

Voici une table donnant les plus petites racines primitives r modulo les nombres premiers p inférieurs à 1 000 (suite A001918 de l'OEIS) :
| p  | r | p   | r | p   | r | p   | r  | p   | r  | p   | r  | p   | r  | p   | r | p   | r  | p   | r  | p   | r  | p   | r  |
| 2  | 1 | 47  | 5 | 109 | 6 | 191 | 19 | 269 | 2  | 353 | 3  | 439 | 15 | 523 | 2 | 617 | 3  | 709 | 2  | 811 | 3  | 907 | 2  |
| 3  | 2 | 53  | 2 | 113 | 3 | 193 | 5  | 271 | 6  | 359 | 7  | 443 | 2  | 541 | 2 | 619 | 2  | 719 | 11 | 821 | 2  | 911 | 17 |
| 5  | 2 | 59  | 2 | 127 | 3 | 197 | 2  | 277 | 5  | 367 | 6  | 449 | 3  | 547 | 2 | 631 | 3  | 727 | 5  | 823 | 3  | 919 | 7  |
| 7  | 3 | 61  | 2 | 131 | 2 | 199 | 3  | 281 | 3  | 373 | 2  | 457 | 13 | 557 | 2 | 641 | 3  | 733 | 6  | 827 | 2  | 929 | 3  |
| 11 | 2 | 67  | 2 | 137 | 3 | 211 | 2  | 283 | 3  | 379 | 2  | 461 | 2  | 563 | 2 | 643 | 11 | 739 | 3  | 829 | 2  | 937 | 5  |
| 13 | 2 | 71  | 7 | 139 | 2 | 223 | 3  | 293 | 2  | 383 | 5  | 463 | 3  | 569 | 3 | 647 | 5  | 743 | 5  | 839 | 11 | 941 | 2  |
| 17 | 3 | 73  | 5 | 149 | 2 | 227 | 2  | 307 | 5  | 389 | 2  | 467 | 2  | 571 | 3 | 653 | 2  | 751 | 3  | 853 | 2  | 947 | 2  |
| 19 | 2 | 79  | 3 | 151 | 6 | 229 | 6  | 311 | 17 | 397 | 5  | 479 | 13 | 577 | 5 | 659 | 2  | 757 | 2  | 857 | 3  | 953 | 3  |
| 23 | 5 | 83  | 2 | 157 | 5 | 233 | 3  | 313 | 10 | 401 | 3  | 487 | 3  | 587 | 2 | 661 | 2  | 761 | 6  | 859 | 2  | 967 | 5  |
| 29 | 2 | 89  | 3 | 163 | 2 | 239 | 7  | 317 | 2  | 409 | 21 | 491 | 2  | 593 | 3 | 673 | 5  | 769 | 11 | 863 | 5  | 971 | 6  |
| 31 | 3 | 97  | 5 | 167 | 5 | 241 | 7  | 331 | 3  | 419 | 2  | 499 | 7  | 599 | 7 | 677 | 2  | 773 | 2  | 877 | 2  | 977 | 3  |
| 37 | 2 | 101 | 2 | 173 | 2 | 251 | 6  | 337 | 10 | 421 | 2  | 503 | 5  | 601 | 7 | 683 | 5  | 787 | 2  | 881 | 3  | 983 | 5  |
| 41 | 6 | 103 | 5 | 179 | 2 | 257 | 3  | 347 | 2  | 431 | 7  | 509 | 2  | 607 | 3 | 691 | 3  | 797 | 2  | 883 | 2  | 991 | 6  |
| 43 | 3 | 107 | 2 | 181 | 2 | 263 | 5  | 349 | 2  | 433 | 5  | 521 | 3  | 613 | 2 | 701 | 2  | 809 | 3  | 887 | 5  | 997 | 7  |
| -- | - | --- | - | --- | - | --- | -- | --- | -- | --- | -- | --- | -- | --- | - | --- | -- | --- | -- | --- | -- | --- | -- |

## Calcul
On ne connaît aucune formule générale simple pour calculer les racines primitives modulo n. Il existe cependant une méthode pour tester si un entier m est racine primitive mod n — c'est-à-dire si son ordre multiplicatif modulo n est égal à φ(n) (l'ordre de Zn×) — qui est plus rapide qu'un simple calcul mod n de toutes ses puissances successives jusqu'à l'exposant φ(n) :
On a au préalable calculé φ(n) et déterminé ses diviseurs premiers, soit p1,...,pk. On vérifie qu'aucun ne divise m. Ensuite, on calcule {\displaystyle m^{\varphi (n)/p_{i}}\mod n\qquad {\mbox{  pour }}i=1,\ldots ,k} en utilisant par exemple la méthode d'exponentiation rapide. L'entier m est une racine primitive si et seulement si ces k résultats sont tous différents de 1.

## Propriétés
- Les racines primitives mod n sont les racines dans ℤ/nℤ du φ(n)-ième polynôme cyclotomique Φφ(n).

- Pour tout nombre premier p, le n-ième polynôme cyclotomique Φn est irréductible sur le corps fini Zp si et seulement si p est une racine primitive modulo n. Par conséquent, les entiers n modulo pour lesquels il n'existe pas de racine primitive (suite A033949 de l'OEIS) sont ceux tels que Φn est réductible sur tous les Zp. Ce sont également les entiers modulo lesquels 1 a d'autres racines carrées que 1 et –1.

- Le nombre de racines primitives modulo n (suite A046144 de l'OEIS), lorsqu'il en existe (suite  A033948), est égal à φ(φ(n)), puisque tout groupe cyclique d'ordre r possède φ(r) générateurs.

Supposons que p soit un nombre premier impair.
- Si θ est une racine primitive modulo p, alors θ est une racine primitive modulo n'importe quelle puissance pk de p, sauf si θp−1 ≡ 1 (mod p2); Dans ce cas, θ + p possède cette propriété[5].

- Si θ est une racine primitive modulo pk, alors θ est une racine primitive modulo toute puissance inférieure de p.

- Si θ est une racine primitive modulo pk, alors θ ou θ + pk (celui des deux qui est impair) est une racine primitive modulo 2pk[6]

Pour tout nombre premier p, notons gp la plus petite racine primitive modulo p (entre 1 et p – 1). On a les deux résultats suivants :
- pour tout ε > 0, il existe[7] une constante C telle que pour tout p, gp < C p1/4+ε ;
- si l'hypothèse généralisée de Riemann est vraie, alors[8] gp = O(log6 p).

On conjecture que tout entier relatif différent de –1 et non carré est racine primitive modulo une infinité de nombres premiers (voir « Conjecture d'Artin sur les racines primitives »).